# غوميسيندي
بلدية غوميسيندي (بالإسبانية: Gomesende) هي بلدية تقع في مقاطعة أورينسي التابعة لمنطقة غاليسيا شمال غرب إسبانيا.

## الديموغرافيا
بلغ عدد سكان بلدية غوميسيندي 946 نسمة عام 2011 (وفقاً للمعهد الوطني للإحصاء الإسباني).
| 1.271 | 1.211 | 1.137 | 1.101 | 1.060 | 1.018 | 946 |